# فريدريش شميدت أوت
فريدريك غوستاف أدولف إدوارد لودفيج شميدت أوت (بالألمانية: Friedrich Schmidt-Ott)‏ (حتى عام 1920 كان اسمه شميدت ) (4 يونيو 1860، في بوتسدام - 28 أبريل 1956، في برلين ) كان محامًا ألمانيًا ومنظمًا علميًا وصانع سياسات للعلوم. وكان وزير الثقافة البروسي، ورئيس جمعية الطوارئ للعلوم الألمانية، في المجالس الاستشارية لجمعية القيصر فيلهلم ومعاهده ، ورئيس اتحاد المانحين لجمعية الطوارئ للعلوم الألمانية.

## التعليم
كان لشميدت أوت شهادة في القانون. 

## مرتبة الشرف
- 1929 ميدالية هارناك من جمعية القيصر فيلهلم
- 1930: ادليرشايلد ديه دويتشين رايخ
- 1930: دكتوراه فخرية من جامعة فيينا
- 1933: عضو فخري في أكاديمية العلوم ليوبولدينا
- 1951: صليب قائد جمهورية ألمانيا الاتحادية
- 1960: تغيير اسم القيصر فيلهلم شتراسه السابق في برلين شتليتز إلى شميدت أوت شتراسه

## روابط خارجية
- فريدريش شميدت أوت على موقع مونزينجر (الألمانية)